# Bly-syre-akkumulator
En bly-syre-akkumulator (kortere blyakkumulator) er en meget udbredt akkumulatortype grundet lav anskaffelsespris, men normalt med ringe dybdeladecyklus holdbarhed. Den bliver bl.a. anvendt i biler (bilakkumulator – startbatteri), motorcykler, UPS og andre køretøjer til at drive startmotoren og øvrigt elektrisk udstyr.
I almindelige person- og varebiler har akkumulatoren normalt en spænding på 12 volt jævnstrøm, mens lastbiler og busser normalt har 24 volt i stedet. Ældre biler frem til 1960'erne havde normalt 6 volt. Akkumulatorens kapacitet måles i amperetimer (Ah).
Den er opbygget af celleplader af bly, der er omgivet af en elektrolyt. Elektrolytten er en batterisyre der består af svovlsyre og destilleret vand. Ved batteriets op- og afladning flyttes sulfationer til og fra pladerne, så akkumulatorens ladetilstand kan måles ved at måle elektrolyttens massefylde. Ved overladning spaltes vandet, så der bliver skabt knaldgas.
En del blyakkumulatorer er normalt tætte dog med en ventil, som åbner ved for højt indre tryk. De kaldes VRLA-blyakkumulatorer eller vedligeholdelsesfrie blyakkumulatorer, da disse varianter hedder Valve-Regulated Lead-Acid batteries på engelsk. Overopladning af VRLA-blyakkumulatorer forkorter deres levetid væsentligt, da der tabes elektrolyt/vand, som ikke kan genpåfyldes. Derfor anvendes en sofistikeret oplader til disse akkumulatorer, som er specielt tilpasset den givne VRLA-variant.
VRLA-blyakkumulatorer anvendes f.eks. i UPS.
Akkumulatorens vægt står i proportion til spændingen og kapaciteten, men ligger for en almindelig 12V akkumulator på 15 til 25 kg.
VRLA-blyakkumulatorer kommer f.eks. i disse varianter:
- AGM-blyakkumulator (engelsk Absorbed Glass Mat) – elektrolytten er kapillært opsuget i tynde små glasmåtter mellem blypladerne. Det gør dem mere rystetolerante og egnede i helikopterer, kampfly, nyere motorcykler.
- Gel-blyakkumulator – gelé lignende elektrolyt.